# Geometría elíptica

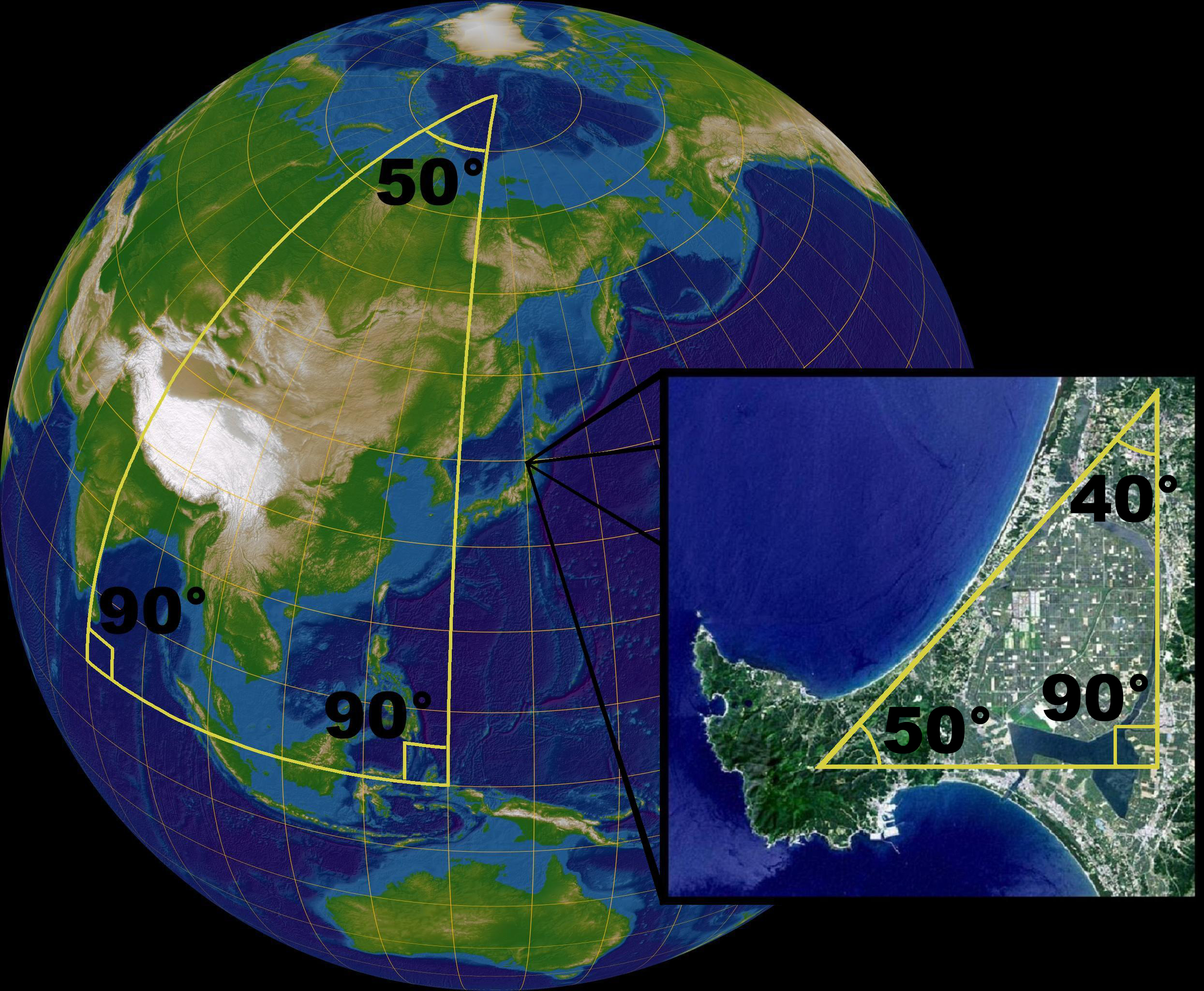
La superficie de la esfera constituye un ejemplo de geometría elíptica bidimensional. Sobre una esfera, la suma de los ángulos de un triángulo esférico no es igual a 180°. La superficie de una esfera no es un espacio euclídeo, aunque localmente ambas geometrías se parecen mucho, para grandes distancias es detectable la curvatura de la esfera. Esto se refleja en que triángulos pequeños sobre la superficie de la esfera suman casi 180°, triángulos de mayor tamaño claramente suman más de 180°.

La geometría elíptica (llamada a veces riemanniana) es un modelo de geometría no euclidiana de curvatura constante que satisface sólo los cuatro primeros postulados de Euclides pero no el quinto. Aunque es similar en muchos aspectos y muchos de los teoremas de la geometría euclidiana siguen siendo válidos en geometría elíptica, no se satisface el quinto postulado de Euclides sobre las paralelas. Al igual que la geometría hiperbólica es un modelo de geometría de curvatura constante, siendo la diferencia entre estos tres modelos el valor de la curvatura:
- La geometría euclidiana satisface los cinco postulados de Euclides y tiene curvatura cero.
- La geometría hiperbólica satisface sólo los cuatro primeros postulados de Euclides y tiene curvatura negativa.
- La geometría elíptica satisface sólo los cuatro primeros postulados de Euclides y tiene curvatura positiva.

## Historia
Una vez aceptado como igualmente natural el modelo de geometría hiperbólica en que se rechazaba el quinto postulado de Euclides sobre las rectas paralelas, los matemáticos buscaron nuevos sistemas geométricos que incumplieran el quinto postulado. Uno de esos modelos lo constituye la superficie de una esfera, considerada bidimensional. 
En la geometría hiperbólica, dado un punto exterior a una recta siempre es posible obtener más de una "recta paralela" a la primera que pase por dicho punto. En la geometría elíptica, dada una "recta" —de esta geometría— y un punto exterior a la misma, no existe ninguna "recta paralela" que no interseque a la primera. De hecho, en el modelo convencional de geometría elíptica estas "rectas" corresponden localmente a "segmentos" de mínima longitud y de curvatura mínima, siendo arcos de círculo máximo de la esfera que sirve como modelo de la geometría elíptica(no son rectas del espacio euclídeo). Debe tenerse en cuenta que de acuerdo con la teoría de modelos los conceptos "punto", "recta" y "paralela" pueden interpretarse como distintos tipos de entidades, según el modelo elegido para representar los axiomas de la geometría.

## Modelos de la geometría elíptica
Existen diversas "realizaciones euclídeas" de la geometría elíptica, es decir, existen modelos que satisfacen los postulados de la geometría euclídea que pueden ser visualizados como objetos inmersos dentro de un espacio euclídeo de dimensión superior:
- Modelo (hiper)esférico, una superficie esférica bidimensional, inmersa en un espacio euclídeo tridimensional es el modelo más simple que satisface los postulados de la geometría elíptica bidimensional. Análogamente el conjunto de vectores unitarios de {\displaystyle \mathbb {R} ^{n+1}} también denominado n-esfera {\displaystyle S^{n}\;} es un modelo de geometría elíptica n-dimensional.
- Modelo proyectivo.
- Proyección estereográfica.

Este modelo bidimensional de curvatura constante positiva admite también una representación como variedad riemanniana con un tensor métrico dado por:

{\displaystyle g=a^{2}(dx\otimes dx+\operatorname {sen} ^{2}x\ dy\otimes dy)}

Donde a es una constante relacionada con la curvatura K = 1/a2, y las coordenadas (x, y) cubren un conjunto abierto de la superficie esférica dado por:

{\displaystyle (x,y)\in (0,\pi )\times (0,2\pi )}

Igualmente, una hiperesfera de dimensión n, que está inmersa en el espacio euclídeo n+1 dimensional es un modelo de geometría n-dimensional.